# Ixiolirion songaricum
Ixiolirion songaricum är en bergliljeväxtart som beskrevs av P.Yan. Ixiolirion songaricum ingår i släktet bergliljor, och familjen bergliljeväxter. Inga underarter finns listade i Catalogue of Life.